# Inodrillia amblytera
Inodrillia amblytera é uma espécie de gastrópode do gênero Inodrillia, pertencente a família Horaiclavidae.